# Girolamo Frescobaldi

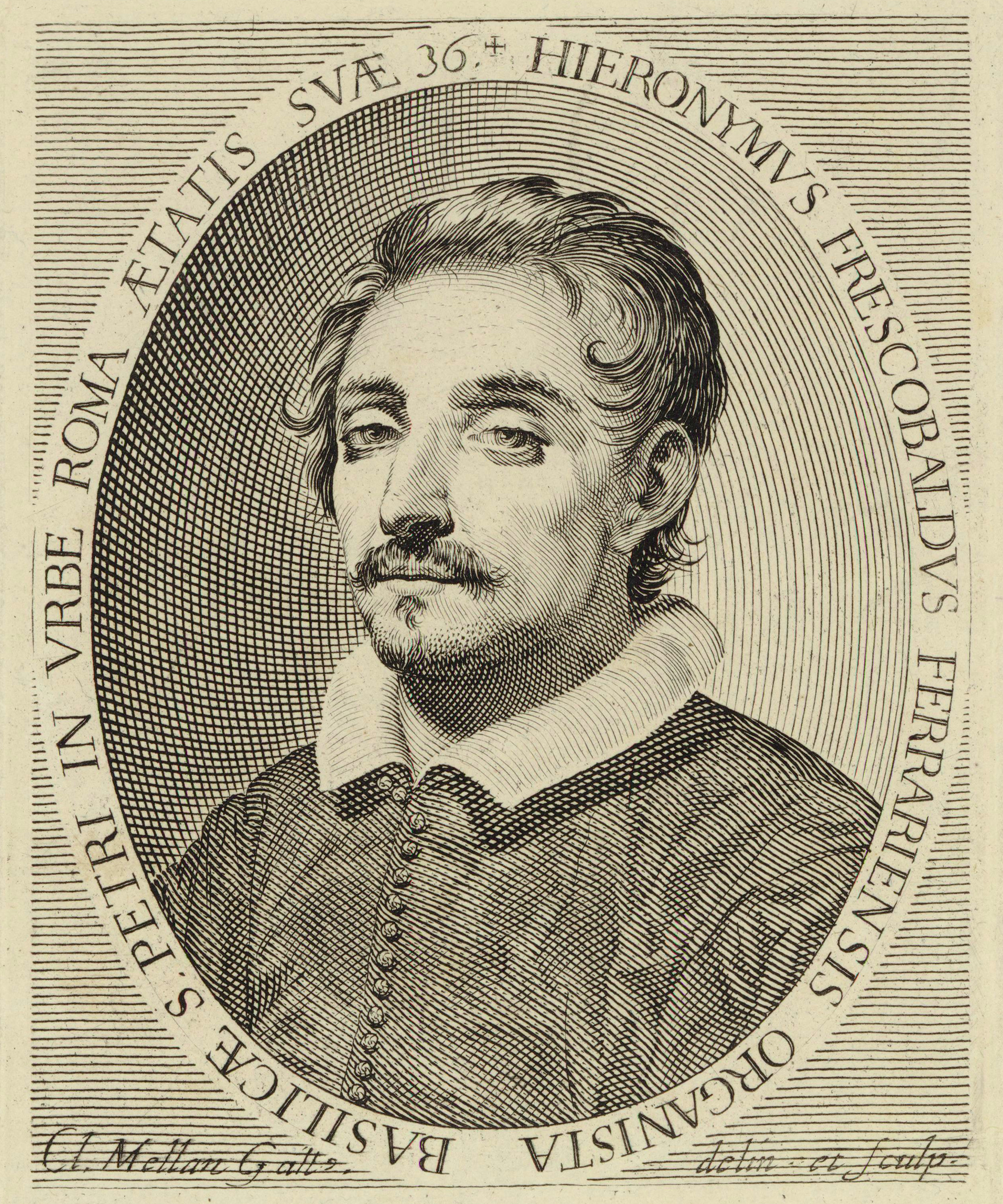
Girolamo Frescobaldi (1619)

Girolamo Alessandro Frescobaldi (getauft im September 1583 in Ferrara; † 1. März 1643 in Rom) war ein italienischer Komponist, Organist und Cembalist des Frühbarock. Er war einer der bedeutendsten Tastenmusiker Italiens, und komponierte auch Werke für Instrumentalensemble sowie weltliche und geistliche Vokalmusik.

## Leben
Girolamo Frescobaldis Geburtsdatum ist nicht bekannt. Auch sein Taufeintrag ist offenbar schwer zu entziffern und wurde von verschiedenen Forschern unterschiedlich gedeutet, demnach wurde er entweder am 9., am 13. oder am 15. September 1583 in der Kathedrale von Ferrara getauft, als Sohn von Filippo Frescobaldi und dessen Frau Lucrezia. Girolamo hatte eine Schwester namens Giulia und zwei aus der zweiten Ehe seines Vaters stammende jüngere Halbgeschwister, darunter Cesare, der ebenfalls Musiker wurde.
Frescobaldi wuchs in der hoch gebildeten und musikalischen Atmosphäre von Ferrara und des dort ansässigen Hofes der Este auf. Er wurde von Luzzasco Luzzaschi unterrichtet und erstaunte seine Mitbürger schon im Alter von 17 Jahren durch sein hervorragendes Orgelspiel. 1597 wurde er Nachfolger von Ercole Pasquini an der Accademia della morte (Ferrara).
Es wird vermutet, dass er im Gefolge des Kardinals Guido Bentivoglio nach Rom ging, eventuell bereits 1599 – der genaue Zeitpunkt ist jedoch nicht bekannt. Eine nicht ganz sichere Quelle behauptet, dass Frescobaldi 1603-1604 als Organist und Sänger in der römischen Congregazione di Santa Cecilia nachgewiesen sei.
Gesichert ist, dass er von Januar bis Mai 1607 als Organist an der Kirche Santa Maria in Trastevere arbeitete. Bereits kurz darauf, im Juni 1607, reiste er jedoch gemeinsam mit Guido Bentivoglio, der mittlerweile zum Apostolischen Nuntius der Spanischen Niederlande erhoben worden war, nach Brüssel, wo er sich ein knappes Jahr aufhielt, und eventuell nordeuropäische Musiker wie Peter Philips und Pieter Cornet kennengelernt haben könnte, die allerdings keinen direkten musikalischen Einfluss auf ihn ausübten.
Noch während seiner Abwesenheit von Rom wurde Frescobaldi einhellig im Juli 1608, vermutlich dank der Fürsprache mächtiger Gönner wie der Bentivoglio und des Francesco Borghese, zum Organisten des Petersdoms gewählt – genauer der Capella Giulia –, wiederum als Nachfolger Ercole Pasquinis. Er trat sein Amt nach seiner Rückkehr zu Allerheiligen desselben Jahres an.
Frescobaldi wirkte daneben als Musiker für hochrangige Persönlichkeiten wie den Kardinal Pietro Aldobrandini (etwa ab 1611), dem er 1615 sein Primo libro dei ricercari e canzoni widmete.
Am 18. Februar 1613 heiratete er Orsola del Pino in der Sakristei der Kirche Santa Maria in Via. Das Paar hatte bereits einen unehelich geborenen Sohn Francesco (* 29. Mai 1612) und bekam in den folgenden Jahren mehrere weitere Kinder: die am 22. Juli 1613 geborene Maddalena, Domenico (* 8. November 1614), Stefano (*?) und Caterina (* 21. September 1619). Die Frescobaldis lebten in Rom zunächst in der Gemeinde von Sant’ Eustachio, und ab 1623 in der Gemeinde von Santo Stefano del Cacco.
Nachdem er bereits in Rom für den musikliebenden Kardinal Ferdinando Gonzaga (offenbar vor allem auf dem Cembalo) musiziert hatte, bot dieser Frescobaldi eine Anstellung als Hofmusiker in Mantua an, wohin sich der Komponist im Februar 1615 begab; er fühlte sich jedoch übergangen und kehrte nach nur zwei Monaten nach Rom zurück, wo er seinen früheren Posten an San Pietro ohne Probleme wieder aufnahm. Nichtsdestotrotz widmete er sein im selben Jahr zum ersten Mal erschienenes und später mehrmals mit einigen Änderungen und Zusätzen wiederveröffentlichtes Primo libro di toccate e partite d’intavolatura di cembalo dem Gonzaga, der das Projekt finanziell unterstützt hatte.
Zeitweise nahm er zusätzliche Aufgaben in anderen Kirchen Roms wahr, so war er 1620-1621 und im Jahr 1626 Organist an der Spitalskirche Santo Spirito in Sassia, und spielte in den 1620er und 1630er Jahren gelegentlich in San Luigi de’ Francesi jeweils am 25. August, dem Namenstag des Kirchenpatrons, des hl. Ludwig.
Von 1628 bis 1633 war Frescobaldi Hoforganist des Großfürsten der Toskana, Ferdinando II. de’ Medici, in Florenz. Dabei ist man über seine genauen Aufgaben am Medici-Hof nicht unterrichtet, es heißt, er habe die Orgel in Santa Croce und in San Lorenzo gespielt, aber das lässt sich dokumentarisch nicht belegen. Sehr wahrscheinlich spielte er in Hofkonzerten Cembalo.
1634 übernahm er wiederum die Stelle als Organist am Petersdom. Während dieser Zeit wohnte er mit seiner Familie in der Salita di Magnanapoli. In Rom verkehrte er weiterhin in gesellschaftlich hohen Kreisen, insbesondere mit der Familie Barberini, aus welcher der damalige Papst, Urban VIII., stammte. So hatte er eine Stelle als außerordentlicher Musiker (straordinario) beim Kardinal Francesco Barberini, unterrichtete die Kinder von Taddeo Barberini und widmete seine berühmte Sammlung von Orgelmessen Fiori musicali (1635) dem Kardinal Antonio Barberini. In seinen letzten Lebensjahren wirkte Frescobaldi auch als Cembalist neben anderen Musikern und Sängern in den Passions-Konzerten im Oratorio del Santissimo Crocifisso mit.

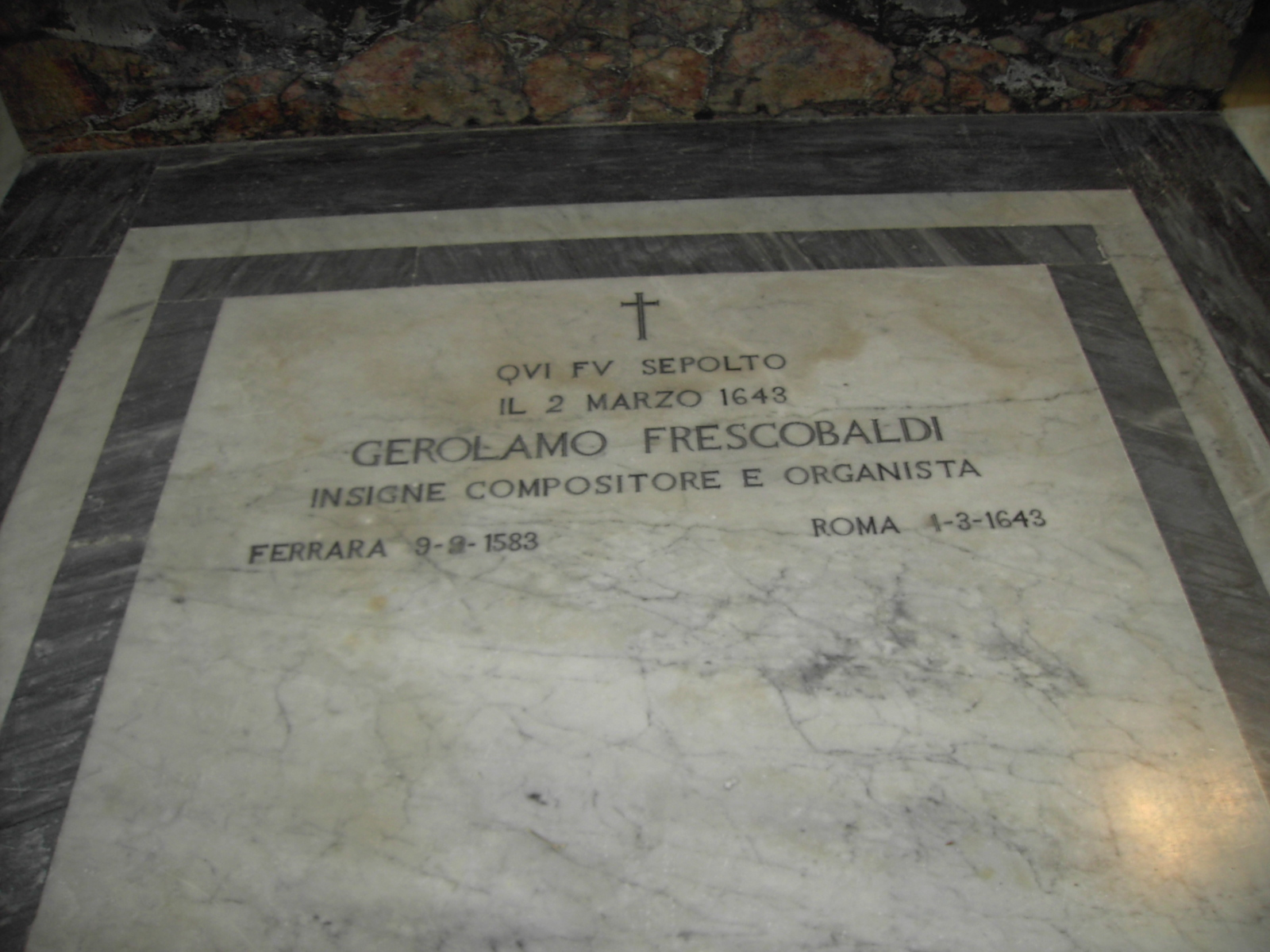
Frescobaldis Grabstein in der Basilika Santi Apostoli

Frescobaldi unterrichtete während seiner gesamten Laufbahn und hatte viele Schüler, von denen Johann Jacob Froberger der bekannteste ist.
Frescobaldis letzte Ruhestätte befindet sich in der Basilika Santi Apostoli in Rom.

## Bedeutung als Komponist
Frescobaldi gilt neben Sweelinck als der einflussreichste Komponist für Tasteninstrumente der ersten Hälfte des 17. Jahrhunderts. In seiner über dreißigjährigen kompositorischen Tätigkeit schuf er Werke in einem hochgradig originellen und teilweise sehr subjektiven Stil. Seine Musik ist jedoch (wie auch die von Sweelinck) nach heutigem Kenntnisstand nicht völlig isoliert einzustufen; vielmehr basiert sein Œuvre sowohl stilistisch als auch formal auf den Werken etwas älterer Komponisten wie vor allem seines Ferrareser Landsmannes Ercole Pasquini und der neapolitanischen Schule mit Giovanni Maria Trabaci und Ascanio Mayone an der Spitze.
Besonders bekannt sind seine Toccaten, die aus verschiedenen kleinen Abschnitten von unterschiedlichem Charakter und Ausdruck („Affekt“) bestehen. In seine Toccatenkunst dürfte auch die Kenntnis der bis ins Detail fein ausgearbeiteten und seinerzeit bahnbrechenden spätmanieristischen Toccaten des in Venedig und Parma wirkenden Claudio Merulo eingeflossen sein.

Frescobaldi schrieb auch Ricercari, Canzonen und Capricci für Orgel und Cembalo, die wegen ihrer außerordentlichen kompositorischen Kunstfertigkeit weithin bewundert wurden. Dazu kommen diverse kunstvolle Variationswerke über seinerzeit moderne italienische Tanzbässe wie die Romanesca, den Ruggiero, die Aria La Monicha, Fedele, und die Cento Partite sopra Passacagli; und außerdem eine Reihe elegant ausgearbeiteter Tänze, wie Gagliarden und Correnten, sowie „Balletti“, die aus einer Aneinanderreihung verschiedener Tänze bestehen und eine (Vor-)Form der Suite darstellen. Sein Capriccio pastorale in den Aggiunta (Zusatzstücke) von 1637 zum ersten Toccatenbuch (1615) ist das früheste erhaltene Stück dieser Art. In den meisten der genannten Gattungen hatte er einen enormen Einfluss auf die Tastenmusik seiner Zeit und der folgenden Generationen.
Von seinen Schülern war der bereits erwähnte Johann Jakob Froberger der wichtigste und einflussreichste, er studierte von 1637 bis 1641 bei ihm; auch der (spätere) Abt Otto Kübler nahm 1637 bei Frescobaldi Unterricht. Frescobaldis Musik beeinflusste außerdem Michelangelo Rossi, Bernardo Storace, Bernardo Pasquini, Louis Couperin, und besonders viele deutsche Organisten des 17. und frühen 18. Jahrhunderts, wie Johann Caspar Kerll, Johann Pachelbel, Dieterich Buxtehude und sogar noch Johann Sebastian Bach.
Frescobaldis Vokalmusik wird allgemein weniger beachtet als seine Tastenmusik. Er komponierte Solo-Gesänge, Duette, Terzette und Madrigale in italienischer Sprache sowie lateinische Motetten, ebenfalls für verschiedene Besetzungen. Diese Werke haben manch Interessantes zu bieten, auch wenn sie sicher nicht ganz auf derselben Höhe der Inspiration stehen wie seine Tastenmusik oder wie die Vokalmusik spezialisierterer Zeitgenossen, wie Giulio Caccini, Claudio Monteverdi, Sigismondo d’India, Luigi Rossi oder Domenico Mazzocchi. Die beiden achtstimmigen Messen Missa sopra l’aria della monica und Missa sopra l’aria di Fiorenza sind nur handschriftlich überliefert und mit den Initialen „G.F.“  bezeichnet. Auf dieser Grundlage werden sie von einigen Autoren für authentische Werke Frescobaldis gehalten (und wurden auch von Oscar Mischiati und Tagliavini in ihrer Gesamtausgabe publiziert), während andere sie nicht seinem Werk zurechnen.

## Trivia
- Am Ende der Toccata IX (des Libro II, 1627), eines schweren Stückes mit diversen Wechseln des Metrums, und teilweise verschiedenen Rhythmen in den beiden Händen, schreibt Frescobaldi: Non senza fatiga si giunge al fin (Man erreicht das Ende nicht ohne Anstrengung)
- Zur Ehre des Komponisten wurde ein freier Quelltext-Editor für LilyPond-Dateien Frescobaldi benannt.

## Werke (Auswahl)

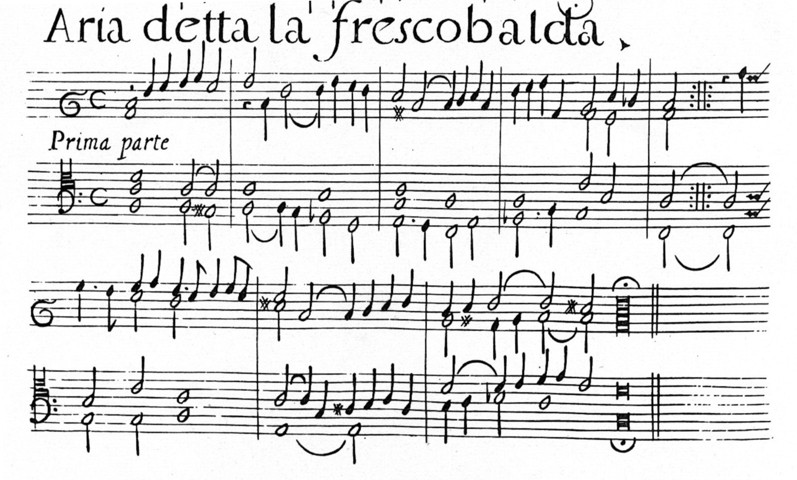
Faksimile aus dem 2. Toccatenbuch von 1627

### Werke für Tasteninstrumente
- Il primo libro delle fantasie a quattro, Mailand 1608
- Toccate e partite d’intavolatura di cimbalo libro primo, Rom 1615
- Recercari, et canzoni franzese fatte sopra diverse oblighi in partitura libro primo, Rom 1615
- Il primo libro di capricci fatti sopra diversi soggetti et arie in partitura, Rom 1624
- Il secondo libro di toccate, canzone, versi d’hinni, Magnificat, gagliarde, correnti et altre partite d’intavolatura di cembalo et organo, Rom 1627
- Fiori musicali di diverse compositioni, toccate, kyrie, canzoni, capricci, e recercari, in partitura, Venedig 1635
- Canzoni alla francese in partitura, Venedig 1645

### Instrumentalmusik
- 3 Canzoni a 4, 5 e 8 voci, in dem Sammelband Canzoni per Sonare con ogni sorte di Stromenti a Quattro, Cinque & Otto, con il suo Basso generale per l’Organo (mit Werken verschiedener Komponisten), Venedig 1608
- Canzoni da sonare a una, due, tre et quattro libro primo, Rom 1628

### Italienische Vokalmusik
- Il primo libro de madrigali, a 5 voci, Antwerpen 1608
- Primo Libro d’Arie Musicali Per Cantarsi Nel Gravicembalo, e Tiorba, a 1-3 voci, Florenz 1630
- Secondo Libro d’Arie Musicali Per Cantarsi Nel Gravicembalo, e Tiorba, a 1-3 voci, Florenz 1630
- Mehrere Arie a 1 e 2 voci mit Basso continuo in zeitgenössischen Sammlungen

### Lateinische Vokalmusik
- Liber secundus diversarum modulationum, mottetti a 1–4 voci, Rom 1627
- Missa sopra l’aria della monica a 8 voci
- Missa sopra l’aria di Fiorenza a 8 voci
- Mehrere 3- und 4-stimmige Motetten in zeitgenössischen Sammlungen
- Eine handschriftlich überlieferte Motette

### Bearbeitungen (für Gitarre und Lautenduo)
- Andrés Segovia: Aria con Variazioni detta „La Frescobalda“. B. Schott’s Söhne, Mainz 1939, Neuausgabe ebenda 1967 (= Gitarren-Archiv, Band 157). Auch in: Andrés Segovia (1893–1987): Die schönsten Stücke aus seinem Repertoire. Schott, Mainz / London / New York / Tokyo 1987, S. 6–8 (= Gitarren-Archiv, Band 520).
- Bruno Henze: Tanzstücke (Balletto I und 10 Correnten) für 3 Gitarren oder dreistimmigen Gitarrenchor, Musikverlag Zimmermann, ZM 17640, Erzhausen 1967, ISMN 979-0-01017640-6 (Suche im DNB-Portal).
- Ruggero Chiesa: Toccata. Edizioni Suvini Zerboni, Mailand.
- M. Lonardi: Canzona secunda detta „La Bernardina“ per due liuti. Edizioni Suvini Zerboni, Mailand.